# Röthenbach an der Pegnitz
Röthenbach an der Pegnitz (ufficialmente Röthenbach a.d.Pegnitz) è una città tedesca di 12 565 abitanti, situata nel land della Baviera.